# Kastaniety
Kastaniety (hiszp. castañuelas) – instrument muzyczny z grupy idiofonów zderzanych. Występują w dwóch głównych odmianach: tradycyjnej i orkiestrowej.
Kastaniety tradycyjne wykorzystywane są w tańcu i mają formę dwóch muszelkowatych płytek z drewna grenadillowego, bukowego lub kokosowego, rzadziej z kości (słoniowej) lub rogu, nawleczonych w jednym końcu na sznur. Grający nakłada sznur na kciuk i uderzając pozostałymi palcami w jedną z muszelek wywołuje krótki, wysoki dźwięk.
Kastaniety orkiestrowe mają formę dwóch lub czterech wklęsłych, drewnianych muszli, przytwierdzonych luźno do drewnianej płytki osadzonej na trzonku (rączce). Przy potrząsaniu, muszle uderzają w płytkę wywołując krótkie, mniej ostre niż w tradycyjnych dźwięki. Również rytm kastanietów orkiestrowych jest mniej precyzyjny niż tradycyjnych.
Figurami rytmicznymi kastanietów są rytmy punktowane i tremolo. Ich głos w partyturze zapisuje się na dowolnej wysokości pięciolinii, czasami razem z innymi instrumentami perkusyjnymi.
Pierwowzorem kastanietów była prymitywna klaskanka z dwóch kawałków drewna lub kości. Do południowej Europy dotarły w XVI wieku z Azji. Rozpowszechniły się szczególnie w Hiszpanii
i południowych Włoszech. Do orkiestry symfonicznej i operowej wprowadzone zostały w okresie romantyzmu wraz z innymi narodowymi instrumentami perkusyjnymi o charakterystycznej barwie (np. tamburyn). Niektórzy kompozytorzy (m.in. Camille Saint-Saëns, Maurice Ravel) wprowadzali je czasami do muzyki artystycznej w celu uwypuklenia kolorytu lokalnego. Współcześnie stosowane w orkiestrach tanecznych, i w orkiestrze symfonicznej, na równi z innymi instrumentami perkusyjnymi.